# KooKoo
KooKoo è il primo album solista di Deborah Harry, registrato nel 1981 nell'anno di pausa dall'attività dei Blondie che la cantante si prese tra la pubblicazione dei due album Autoamerican e The Hunter.

## Il disco
L'album venne prodotto da Bernard Edwards e Nile Rodgers degli Chic oltre che da Chris Stein e dalla stessa Harry; iconica era la copertina di Hans Ruedi Giger, famoso per aver disegnato la creatura di Alien, in cui il volto di Debbie Harry appare trafitto da grossi spilloni. Censurato in Inghilterra per il forte impatto visivo, il disco riuscì comunque a raggiungere la top ten senza grossi mezzi pubblicitari. Giger diresse anche due video per il singolo Backfired e per Now I Know You Know. Fu certificato disco d'argento in Gran Bretagna per aver venduto oltre 60 000 copie e disco d'oro negli Stati Uniti per aver venduto oltre 500 000 copie.

## Tracce
1. Jump Jump (Deborah Harry, Chris Stein) - 4:04
2. The Jam Was Moving (Bernard Edwards, Nile Rodgers) - 2:59
3. Chrome (Deborah Harry, Chris Stein) - 4:17
4. Surrender (Bernard Edwards, Nile Rodgers) - 3:37
5. Inner City Spillover (Deborah Harry, Chris Stein) - 5:04
6. Backfired (Bernard Edwards, Nile Rodgers) - 4:54
7. Now I Know You Know (Bernard Edwards, Nile Rodgers) - 5:39
8. Under Arrest (Bernard Edwards, Deborah Harry, Nile Rodgers, Chris Stein) - 3:03
9. Military Rap (Deborah Harry, Chris Stein) - 3:51
10. Oasis (Bernard Edwards, Deborah Harry, Nile Rodgers, Chris Stein) - 4:59

## Formazione
- Debbie Harry - voce solista
- Nile Rodgers - chitarra, voce in Backfired
- Bernard Edwards - basso
- Tony Thompson - batteria
- Robert Sabino - tastiera
- Raymond Jones - tastiera
- Nathaniel S. Hardy, Jr. - tastiera
- Chris Stein - chitarra
- Vinny Della Rocca - fiati
- Ray Maldonado - fiati
- Sammy Figueroa - percussioni
- Manolo Badrena - percussioni
- Roger Squitero - percussioni
- Spud Devo - cori
- Pud Devo - cori
- Fonzi Thornton - cori

## Classifiche
| Paese         | Posizione più alta |
| ------------- | ------------------ |
| Canada        | 17                 |
| Nuova Zelanda | 17                 |
| Norvegia      | 24                 |
| Regno Unito   | 6                  |
| Stati Uniti   | 25                 |
| Svezia        | 7                  |